# Barcelonne-du-Gers
Barcelonne-du-Gers – to miejscowość i gmina we Francji, w regionie Oksytania, w departamencie Gers.
Według danych na rok 1990 gminę zamieszkiwały 1312 osoby, a gęstość zaludnienia wynosiła 65 osób/km² (wśród 3020 gmin regionu Midi-Pireneje Barcelonne-du-Gers plasuje się na 267. miejscu pod względem liczby ludności, natomiast pod względem powierzchni na miejscu 552.).